# 俺がやらなきゃ誰がやる (影山ヒロノブの曲)
「俺がやらなきゃ誰がやる」（おれがやらなきゃだれがやる）は、影山ヒロノブの37枚目のシングル。1995年7月21日にコロムビアエデュテイメント（現・日本コロムビア）から発売された。

## 概要
表題曲「俺がやらなきゃ誰がやる」は、劇場版『ドラゴンボールZ 龍拳爆発!!悟空がやらねば誰がやる』の主題歌として使用された。カップリングには、大矢晋が歌う同劇場版挿入歌「勇者の笛 〜タピオンのテーマ〜」が収録されている。

## 収録曲
（全作詞：森雪之丞、作曲：林哲司）
1. 俺がやらなきゃ誰がやる [3:26]
歌：影山ヒロノブ
編曲：林有三
劇場版『ドラゴンボールZ 龍拳爆発!!悟空がやらねば誰がやる』主題歌
2. 勇者の笛 〜タピオンのテーマ〜 [4:56]
歌：大矢晋
編曲：戸塚修
劇場版『ドラゴンボールZ 龍拳爆発!!悟空がやらねば誰がやる』挿入歌
3. 俺がやらなきゃ誰がやる（instrumental）
4. 勇者の笛 〜タピオンのテーマ〜（instrumental）